# Dan Hicks (attore)
Dan Hicks (Pontiac, 19 luglio 1951 – Mill Valley, 30 giugno 2020) è stato un attore statunitense.

## Biografia
È noto soprattutto per i suoi ruoli da protagonista in La casa 2 (1987) e Terrore senza volto (1989), oltre che per le sue partecipazioni a film come Darkman (1990). Ha inoltre avuto diverse parti nei film di Sam Raimi.
Il 30 giugno 2020 l'attore muore di cancro al fegato nella propria casa, in California.

## Filmografia parziale
- La casa 2 (Evil Dead II), regia di Sam Raimi (1987)
- Poliziotto sadico (Maniac Cop), regia di William Lustig (1988)
- Terrore senza volto (Intruder), regia di Scott Spiegel (1989)
- Darkman, regia di Sam Raimi (1990)
- Wishmaster - Il signore dei desideri (Wishmaster), regia di Robert Kurtzman (1997)
- Spider-Man 2, regia di Sam Raimi (2004)
- 2001 Maniacs, regia di Tim Sullivan (2005)
- My Name Is Bruce, regia di Bruce Campbell (2007)
- Il grande e potente Oz (Oz the Great and Powerful), regia di Sam Raimi (2013)

## Doppiatori italiani
Nelle versioni in italiano delle opere in cui ha recitato, Dan Hicks è stato doppiato da:
- Giampaolo Saccarola in La casa 2
- Luciano Roffi in Darkman